# الجروب (جازان)
قرية الجروب، أحد قرى منطقة جازان وهي قرية سكنية تابعة لمحافظة صامطة جنوب غرب المملكة العربية السعودية ، تبعد 15 كم غرب مدينة صامطة.